# Кузьмин, Артём Дмитриевич
Артём Дмитриевич Кузьмин (род. 16 октября 1998, Иркутск, Россия) — российский профессиональный баскетболист, играющий на позиции лёгкого форварда.

## Карьера
Кузьмин воспитанник баскетбольной школы «Цмоки-Минск», первый тренер — Сергей Крюков. В юном возрасте Артем отправился в Москву, где продолжил занятие баскетболом в школе ЦСКА.
После окончания школы ЦСКА Кузьмин был приглашён в молодёжную команду краснодарского «Локомотива-Кубань».
В сезоне 2020/2021 Кузьмин выступал за «БАРС-РГЭУ». В 27 матчах Суперлиги-2 Артём набирал в среднем 16,7 очка, 7,0 подбора, 2,4 передачи и 2,0 перехвата.
В июне 2021 года Кузьмин стал игроком «Цмоки-Минск», но в январе 2022 года покинул команду. В 3 матчах Единой лиги ВТБ статистика Артёма составила 2,3 очка, 0,7 подбора, 0,3 передачи и 0,7 перехвата.
Свою карьеру Кузьмин продолжил в «Русичах». В составе команды Артём стал серебряным призёром Суперлиги-2.
В июле 2022 года Кузьмин перешёл в «Темп-СУМЗ-УГМК».
В феврале 2025 года перешёл из команды HOOPS, выступающей в медиалиге UBA, в команду Борисфен, выступающей в Высшей лиге Беларуси

## Сборная России
В декабре 2016 года Кузьмин был включён в окончательную заявку сборной России (до 18 лет) для участия в чемпионате Европы.

## Личная жизнь
Отец Артёма Кузьмина — белорусский баскетболист и тренер Дмитрий Кузьмин, в 1994 году ставший чемпионом Европы в составе молодёжной сборной Беларуси. Его игровая карьера была связана с «Цмоки-Минск»: с 2009 по 2011 годы Дмитрий Кузьмин был игроком БК «Минск-2006» и завоевал с командой 2 золотые медали чемпионата Беларуси. Завершив игровую карьеру в 43 года, Дмитрий Кузьмин перешёл на тренерскую работу.
Сестра Варвара - член белорусской волейбольной сборной до 17 лет

## Достижения
- Бронзовый призёр Суперлиги: 2023/2024
- Серебряный призёр Суперлиги-2 дивизион: 2021/2022
- Чемпион Единой молодёжной лиги ВТБ (2): 2014/2015, 2015/2016
- Чемпион ДЮБЛ: 2015/2016